# 강길만
강길만(姜佶滿, 1928년 12월 15일~2022년 1월 21일)은 대한민국의 정치인으로, 제9대 국회의원을 지냈다. 본관은 진주다.

## 학력
- 일본 설강고등초의학교 졸업
- 일본근기대학교 법학사
- 일본 근기대학교 대학원 법학석사 수료
- 서울대학교 대학원 법학석사 수료

## 경력
- 재일대한청년단 일본 대판본부 단장
- 반공순국단 일본전국 단장
- 한일의원연맹한국대표
- 제16차APU이사회 한국대표
- 제61차IPU 한국대표
- 무소속의원회 부총무
- 대한민국헌정회 복지위원장

## 역대 선거 결과
|  | 20.42% |

|  | 14.54% |